# McLaren MP4/13
McLaren MP4/13 je typový název vozu Formule 1, který pro rok 1998 připravila stáj McLaren.

## Technické údaje
Vůz navrhl Adrian Newey a byl poháněn motorem Mercedes FO110G. Obut byl do pneumatik Bridgestone. Mezi hlavní sponzory patřila firma West.

## Sezóna 1998
S tímto vozem získal McLaren v roce 1998 titul jak v poháru konstruktérů, tak v pohárů jezdců. Mistrem světa v letech 1998 a 1999 se stal Fin Mika Häkkinen. Výrazné úspěchy slavil s tímto vozem i druhý jezdec týmu David Coulthard.
(tučně vyznačené jsou pole position)
| Rok  | Tým            | Motor                 | Pneu | No. | Piloti    | 1   | 2   | 3   | 4   | 5   | 6   | 7   | 8   | 9   | 10  | 11  | 12  | 13  | 14  | 15  | 16  | Bodů | PK |
| ---- | -------------- | --------------------- | ---- | --- | --------- | --- | --- | --- | --- | --- | --- | --- | --- | --- | --- | --- | --- | --- | --- | --- | --- | ---- | -- |
| 1998 | McLaren MP4/13 | Mercedes-Ilmor FO110G | B    |     |           | AUS | BRA | ARG | SMR | ESP | MON | CAN | FRA | GBR | AUT | GER | HUN | BEL | ITA | LUX | JPN | 156  | 1. |
| 1998 | McLaren MP4/13 | Mercedes-Ilmor FO110G | B    | 7   | Coulthard | 2   | 2   | 6   | 1   | 2   | Ret | Ret | 6   | Ret | 2   | 2   | 2   | 7   | Ret | 3   | 3   | 156  | 1. |
| 1998 | McLaren MP4/13 | Mercedes-Ilmor FO110G | B    | 8   | Häkkinen  | 1   | 1   | 2   | Ret | 1   | 1   | Ret | 3   | 2   | 1   | 1   | 6   | Ret | 4   | 1   | 1   | 156  | 1. |